# Красная Дуброва (Могилёвская область)
Красная Дубро́ва (бел. Красная Дуброва) — деревня в составе Бортниковского сельсовета Бобруйского района Могилёвской области Белоруссии.

## Население
- 1999 год — 106 человек
- 2010 год — 72 человека